# Natsumi Abe
Natsumi Abe (安倍なつみ, Abe Natsumi) es una cantante y actriz japonesa. Actualmente trabaja como solista para Hello! Project.

## Biografía
Abe fue una de las 5 originales miembros de Morning Musume, el grupo idol japonés formado en 1997 por Tsunku. Ha sido una de las principales voces y tras graduarse de Morning Musume, en enero de 2004, comenzó su carrera como solista.
Hubo un tiempo en el que Natsumi Abe fue la más popular de todas las Morning Musume. Siendo la voz principal en muchos singles, y aunque ya hiciese sus pinitos con un par de temas en solitario enmarcados dentro de una campaña publicitaria, no fue hasta el verano del 2003 cuando Nacchi empezó su carrera en solitario. Su sencillo de debut, 22 Sai no watashi (lo que vendría a significar "Tengo 22 años"), fue un éxito, y poco después se graduaría de Morning Musume para dedicarse completamente a su nueva carrera, que estrenó con su primer álbum, su primera gira y su primer musical, todo a la vez.
A finales del 2004, Natsumi fue culpada de plagiar un par de trabajos de poesía que fueron puestos en su libro de colección de ensayos y recitado en su programa de radio varias veces. Los poemas fueron publicados en el libro NATCHI, el cual fue lanzado el 1 de junio de 2000. Algunos de los trabajos que publicó eran propiedad del famoso productor Tetsuya Komuro y la cantante aiko. Superado el escándalo, retomó su carrera en marzo de 2005, uniéndose a Nochiura Natsumi, la unit temporal que unió a Maki Goto, Natsumi Abe y Aya Matsuura.
En octubre de 2005 Rika Ishikawa se une a Nochiura Natsumi dando lugar al grupo DEF. DIVA.

## Vida personal
Contrajo nupcias el 29 de diciembre de 2015 con el actor Ikusaburo Yamazaki. El 26 de julio de 2016 la pareja anunció el nacimiento de su primer hijo, un niño. En octubre de 2018 dio a luz a su segundo hijo, otro varón.

## Discografía

### Lanzamientos especiales
| # | Título                                                                     | Fecha de Lanzamiento | Ventas Primera Semana | Ventas Totales |
| - | -------------------------------------------------------------------------- | -------------------- | --------------------- | -------------- |
|   | 母と娘のデュエットソング (Haha to Musume no Duet Song) (with Yosumi Keiko) | 2003-05-01           | 11,491                | 15,689         |
|   | たからもの (Takaramono) (as 千 (Sen))                                      | 2005-11-30           | 7,451                 | 11,851         |

### Sencillos
| # | Título                                                      | Fecha de Lanzamiento | Ventas Primera Semana | Ventas Totales |
| - | ----------------------------------------------------------- | -------------------- | --------------------- | -------------- |
| 1 | 22歳の私 (22sai no Watashi)                                 | 2003-08-13           | 62,213                | 81,460         |
| 2 | だって 生きてかなくちゃ (Datte Ikitekanakucha)              | 2004-06-02           | 39,062                | 55,113         |
| 3 | 恋のテレフォン GOAL (Koi no Telephone GOAL)                 | 2004-08-11           | 36,525                | 47,351         |
| 4 | 夢ならば (Yume Naraba)                                      | 2005-04-19           | 27,627                | 36,248         |
| 5 | 恋の花 (Koi no Hana)                                        | 2005-08-31           | 21,261                | 30,450         |
| 6 | スイートホリック (Sweet Holic)                              | 2006-04-12           | 12,772                | 17,087         |
| 7 | ザ・ストレス (The Stress)                                   | 2006-06-28           | 11,708                | 14,015         |
| 8 | 甘すぎた果実 (Amasugita Kajitsu)                            | 2006-10-04           | 17,203                | 22,204         |
| 9 | Too far away ～おんなの心～ (Too far away ~Onna no Kokoro~) | 2007-05-09           | 9,380                 | 11,817*        |

### Álbumes
| # | Título                                         | Fecha de Lanzamiento | Ventas Primera Semana | Ventas Totales |
| - | ---------------------------------------------- | -------------------- | --------------------- | -------------- |
| 1 | 一人ぼっち (Hitoribocchi)                      | 2004-02-04           | 60,125                | 79,483         |
| 2 | 2nd～染みわたる想い～ (2nd ~Shimiwataru Omoi~) | 2006-03-29           | 19,774                | 23,972         |

### Miniálbumes
| # | Título                               | Fecha de Lanzamiento | Ventas Primera Semana | Ventas Totales |
| - | ------------------------------------ | -------------------- | --------------------- | -------------- |
| 1 | 25～ヴァンサンク～ (25 ~Vingt-Cinq~) | 2007-03-14           | 9,122                 | 12,825*        |

### Otros álbumes
- [2006.11.08] ミュージカル「白蛇伝～White Lovers～」ソング・セレクション (Musical "Hakujaden ~White Lovers~" Song Selection)

### DVD
- [2004.05.19] ミュージカル「おかえり」 (Musical Okaeri)
- [2004.07.28] 安倍なつみ ~モーニング娘。卒業メモリアル~ (Abe Natsumi ~Morning Musume Sotsugyou Memorial~)
- [2004.10.27] 安倍なつみファーストコンサートツアー2004 ～あなた色～ (Abe Natsumi First Concert Tour 2004 ~Anata Iro~)
- [2005.11.02] アロハロ! 安倍なつみ DVD (Alohalo! Abe Natsumi DVD)
- [2006.01.25] 安倍なつみコンサートツアー2005秋 ～24カラット～ (Abe Natsumi Concert Tour 2005 Aki ~24 Carat~)
- [2006.08.23] 安倍なつみコンサートツアー2006春 ～おとめちっくBａｎｋ～ (Abe Natsumi Concert Tour 2006 Haru ~Otomechikku Bank~)
- [2006.12.20] 安倍なつみ シングルVクリップス① (Abe Natsumi SingleV Clips 1)
- [2006.12.27] NATSUMI ABE ACOUSTIC LIVE at Shibuya O-EAST
- [2007.03.28] アロハロ！2 安倍なつみ DVD (Alohalo! 2 Abe Natsumi DVD)
- [2007.07.11] 安倍なつみコンサートツアー２００７春　２５～ヴァンサンク～ (Abe Natsumi Concert Tour 2007 Haru ~25 Vingt-Cinq~)
- [2007.??.??] 安倍なつみ Special Live 2007秋 ～Acousticなっち～ (Abe Natsumi Special Live 2007 Aki ~Acoustic Nacchi~)

### Otros DVD
- [2006.03.01] たからもの Takaramono (drama con Abe Natsumi y Murakami Megumi)

## Libros
| Título | Fecha de lanzamiento | ISBN               |
| --- | -------------------- | ------------------ |
| Álbum – 1998–2003 | April 2003           | ISBN 4-8470-1499-5 |
| Sensei no Dōyōki Ushitsu Isshoni Utaō! Kuizu Tsuki Dōyō Zenshū (せんせいのどうようきょうしついっしょにうたおう!―クイズつき童謡全集?) | Julio de 2003        | ISBN 4-06-104696-9 |
| 22 Sai no Nacchi (22歳のなっち?) | Septiembre de 2003   | ISBN 4-88469-335-3 |
| Believe | Octubre de 2003      | ISBN 4-89809-137-7 |
| Abe Natsumi Photo & Essay Yōkō (Hikari) (安倍なつみフォト&エッセイ 陽光（ひかり）?)                                                  | 21 de mayo de 2004   | ISBN 4-8124-1664-7 |

## Filmografía

### Dramas
- Takaramono「たからもの」 n/a 2006
- Koinu no Waltz 「仔犬のワルツ」 Sakuragi Haoto 「桜木葉音」 2004
- Nurseman 「ナースマン」 Sakaguchi Miwa 「坂口美和」 2002
- Aiken Rosinante no Sainan 「愛犬ロシナンテの災難」 Endo Haruna「遠藤春菜」 2001

### Películas
- Koinu Dan no Monogatari 「仔犬ダンの物語」 Furusawa Yayoi「古澤 弥生」 2002